# Soner Aydoğdu
Soner Aydoğdu (ur. 5 stycznia 1991 w Ankarze) – turecki piłkarz występujący na pozycji pomocnika w Akhisarze Belediyespor.

## Kariera klubowa
Aydoğdu jest wychowankiem klubu Gençlerbirliği, w którym występował, z roczną przerwą na grę w Hacettepe SK, aż do 2012 roku. po zakończeniu sezonu 2011−2012 przeniósł się do Trabzonsporu. W 2016 roku odszedł do Akhisaru Belediyespor.

## Kariera reprezentacyjna
W reprezentacji Turcji zadebiutował 29 lutego 2012 roku w towarzyskim meczu przeciwko Słowacji. Na boisku pojawił się w 86 minucie meczu.
| Mecze i gole w reprezentacji | Mecze i gole w reprezentacji | Mecze i gole w reprezentacji | Mecze i gole w reprezentacji | Mecze i gole w reprezentacji | Mecze i gole w reprezentacji | Mecze i gole w reprezentacji |
| 2012                         | 2012                         | 2012                         | 2012                         | 2012                         | 2012                         | 2012                         |
| ---------------------------- | ---------------------------- | ---------------------------- | ---------------------------- | ---------------------------- | ---------------------------- | ---------------------------- |
| 1.                           | 29.02.2012                   | Bursa, Turcja                | Słowacja                     | 1:2                          | 0                            | towarzyski                   |
| 2.                           | 14.11.2012                   | Stambuł, Turcja              | Dania                        | 1:1                          | 0                            | towarzyski                   |